# Championnats d'Europe de nage en eau libre 2012
Navigation
2011 2016
La 6e édition des Championnats d'Europe de nage en eau libre se déroule du 12 au 16 septembre 2012 à Piombino en Italie.

## Podiums
Les médaillés sont :
| Épreuves         | Or                                                            | Argent                                                                   | Bronze                                                                   |
| Femmes           | Femmes                                                        | Femmes                                                                   | Femmes                                                                   |
| ---------------- | ------------------------------------------------------------- | ------------------------------------------------------------------------ | ------------------------------------------------------------------------ |
| 5 km             | Rachele Bruni (ITA) 1 h 0 min 56 s 9                          | Kalliópi Araoúzou (GRE) 1 h 1 min 53 s 5                                 | Jana Pechanová (CZE) 1 h 1 min 57 s 8                                    |
| 10 km            | Martina Grimaldi (ITA) 2 h 12 min 23 s 3                      | Angela Maurer (GER) 2 h 12 min 24 s 7                                    | Jana Pechanová (CZE) 2 h 12 min 26 s 1                                   |
| 25 km            | Alice Franco (ITA) 5 h 23 min 21 s 9                          | Margarita Domínguez (ESP) 5 h 31 min 26 s 3                              | Martina Grimaldi (ITA) 5 h 31 min 34 s 6                                 |
| Hommes           |                                                               |                                                                          |                                                                          |
| 5 km             | Kirill Abrosimov (RUS) 54 min 47 s 1                          | Andreas Waschburger (GER) 54 min 49 s 4                                  | Luca Ferretti (ITA) 55 min 6 s 6                                         |
| 10 km            | Kirill Abrosimov (RUS) 1 h 57 min 46 s 8                      | Andreas Waschburger (GER) 1 h 57 min 48 s 2                              | Nicola Bolzonello (ITA) 1 h 57 min 54 s 0                                |
| 25 km            | Petar Stoychev (BUL) 5 h 4 min 2 s 3                          | Arseniy Lavrentyev (POR) 5 h 4 min 5 s 4                                 | Axel Reymond (FRA) 5 h 4 min 6 s 3                                       |
| Mixte            |                                                               |                                                                          |                                                                          |
| 5 km par équipes | Italie Luca Ferretti Simone Ercoli Rachele Bruni 59 min 4 s 2 | Grèce Marios Kalafatis Georgios Arniakos Kalliópi Araoúzou 59 min 57 s 1 | Allemagne Thomas Lurz Andreas Waschburger Angela Maurer 1 h 0 min 42 s 5 |

## Tableau des médailles
| Rang  | Nation             | Or | Argent | Bronze | Total |
| ----- | ------------------ | -- | ------ | ------ | ----- |
| 1     | Italie             | 4  | 0      | 3      | 7     |
| 2     | Russie             | 2  | 0      | 0      | 2     |
| 3     | Bulgarie           | 1  | 0      | 0      | 1     |
| 4     | Allemagne          | 0  | 3      | 1      | 4     |
| 5     | Grèce              | 0  | 2      | 0      | 2     |
| 6     | Espagne            | 0  | 1      | 0      | 1     |
| 6     | Portugal           | 0  | 1      | 0      | 1     |
| 8     | République tchèque | 0  | 0      | 2      | 2     |
| 9     | France             | 0  | 0      | 1      | 1     |
| Total | Total              | 7  | 7      | 7      | 21    |